# Синяк, Игорь Витальевич
И́горь Вита́льевич Синя́к (род. 17 сентября 1995 или 17 сентября 1992, Краматорск, Донецкая область) — российский бьюти-блогер, ютубер и автор-исполнитель украинского происхождения, создатель и владелец интернет-сообщества «ВПШ». С 2022 года ведёт Telegram-канал в формате личного блога.

## Биография и карьера
Игорь Витальевич Синяк родился в 1992 году (или 1995) в украинском городе Краматорске Донецкой области. Жил в родном городе до 5 лет, пока его родителям не предложили уехать на заработки в Воркуту. Мать Игоря зовут Любовь Ивановна Синяк.
В 2011 году начал карьеру на YouTube. Первой рубрикой на канале была «Вся правда шоу» — в ней Игорь в ироничной манере критиковал и разоблачал блогеров. Ролики выделялись вызывающим поведением и внешним видом самого Синяка. Вместе с каналом было создано сообщество «ВКонтакте» и по тематике было связано с ним же, но в один момент было заблокировано администрацией социальной сети из-за нарушения правил. Было создано новое и позже плавно перекочевало в медиа о русскоязычном YouTube (а ещё позже — в медиа о российских и СНГ-звёздах), а название со временем стало аббревиатурой «ВПШ» (читается как «вэ-пэ-шэ»). Через несколько лет Игорь вместе с семьёй переехал обратно на Украину, где у него случился экзистенциальный кризис из-за отсутствия друзей на новом месте, а также комплексов из-за лишнего веса. Поборов себя, Игорь нашёл в Интернете новых друзей, а также после проблем с лишним весом похудел на 66 килограммов и переехал в Москву. Там окончил школу, поступил на журналиста и сменил тематику канала на бьюти-блог. В 2021 году закончил свою карьеру ютубера и после этого начал заниматься музыкальной деятельностью и вести свой Telegram-канал в формате личного блога.

## Личная жизнь
Имеется информация, согласно которой в 2016—2017 годах Игорь Синяк встречался с девушкой по имени Наина Мельникова. Пара выпускала совместные видео на YouTube, рассказывая о своих отношениях. С другой стороны, в 2024 году Синяк публиковал в личном Telegram-канале сообщение, содержащее фразу «2013. First love. Moscow» (с англ. — «2013. Первая любовь. Москва»), в котором он запечатлён на фотографиях с мужчиной.

## Видеография
В 2013 году принимал участие в телепрограмме «Прямой эфир», где отрицательно высказывался о взглядах и деятельности Максима «Тесака» Марцинкевича. После эфира Марцинкевич пытался задать вопросы Синяку относительно высказываний, держа его сзади за кофту.
В 2019 году снимался в клипе Егора Крида на песню «Love Is».
В ноябре 2021 года принимал участие в шоу «Полный блэкаут» телеканала «СТС».

## Дискография

### Студийные альбомы
- 2024 — «Музыка для взрослых»[16]

### Синглы и макси-синглы
- 2015 — «Гимн Ютуба» (совместно с Ириной Ваймер)
- 2015 — «Этим миром правит секс»
- 2015 — «Ti Kto Takaya, Bitch?» (при участии Ирины Ваймер)
- 2021 — «Двигай»[~ 1]
- 2021 — «Самая гейская песня» (совместно с Андреем Петровым)
- 2021 — «Моя любовь мертва»
- 2022 — «Малыш»
- 2024 — «Дура»[18][~ 2]
- 2025 — «Падаю» (совместной с Лил псиной)[20]

## Награды
Сообществу «ВПШ»
В 2016 году сообщество удостоилось наград «Лайк за паблик» от «Видфеста» и «Лучший паблик ВКонтакте» от журнала «Oops!», а в 2020 году по итогам года «ВКонтакте» получило награду «Подкаст года».